# Бахер, Рудольф
Рудольф Бахер (20 января 1862 — 16 апреля 1945) — австрийский художник и пластик.

## Биография
Рудольф Бахер изучал историю живописи в венской Академии изобразительных искусств. Его учителем был австрийский художник-ориенталист, иллюстратор Леопольд Карл Мюллер и профессор исторической живописи Кристиан Грипенкерль. Бахер упражнялся в пейзажной и религиозной живописи, портрете.
В 1886 году Рудольф Бахер получил высшую премию и малую золотую медаль (Берлин, 1896), был членом Художественного дома (1894), один из соучредителей Венского сецессиона (1897), к которому принадлежал до 1939 года и был президентом в 1904—1905 и 1912—1914 годах). Со временем Бахер всё больше посвящал себя портрету, пластике животных.
Рудольф Бахер был профессором общей живописи (1903—1920) Академии изобразительных искусств, был её руководителем (1909—1919), три раза ректором (1911—1926), проректором (1913—1928), советником (1923). Он был почётным членом Академии (1933), получил к 80-летию медаль искусств и наук Гёте (1942), почётное кольцо города Вены (1942), премию Вальдмюллера города Вены (1943).

## Работы

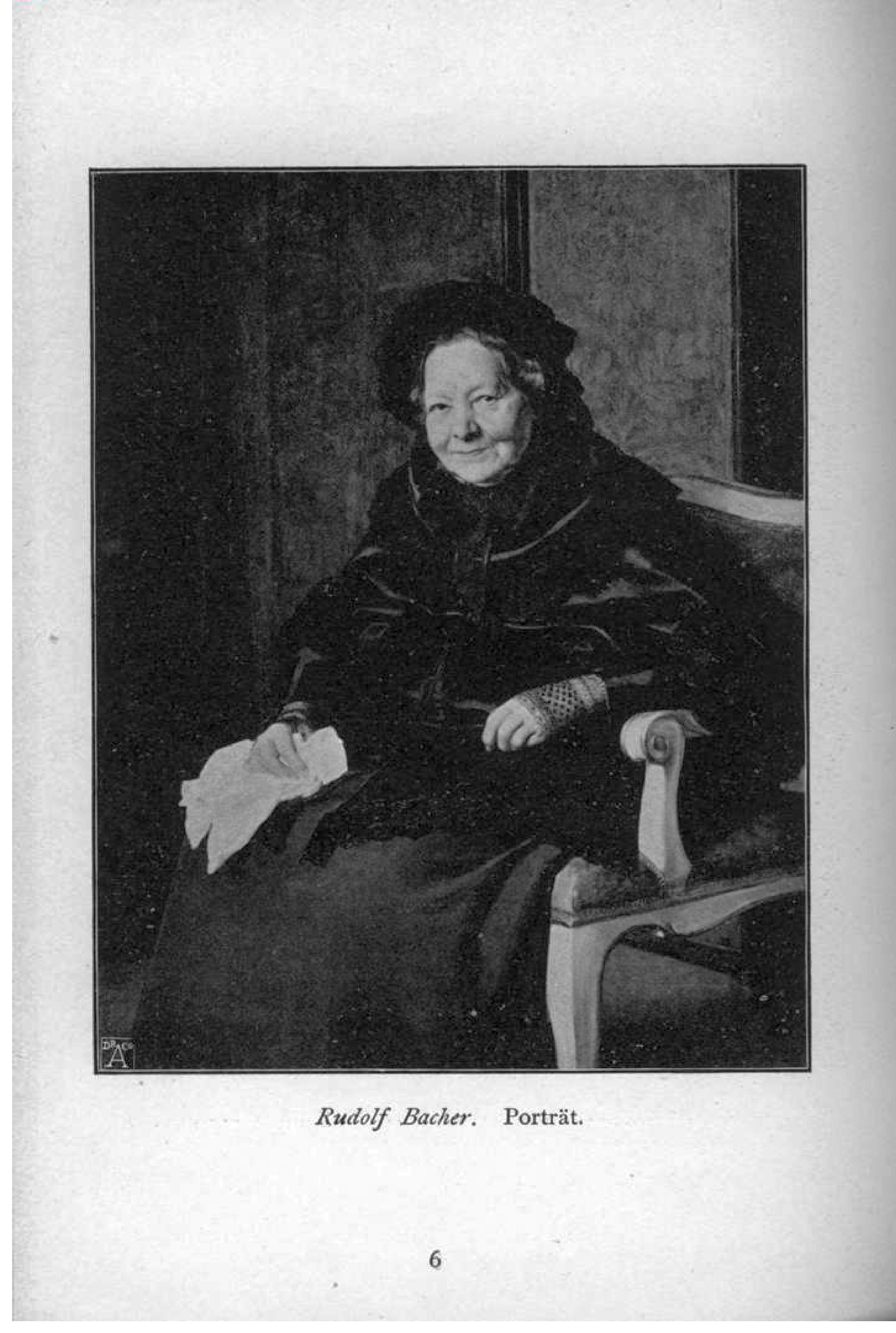
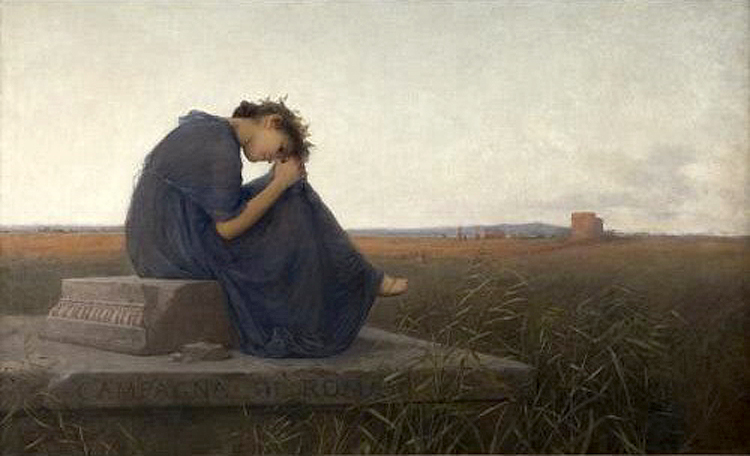
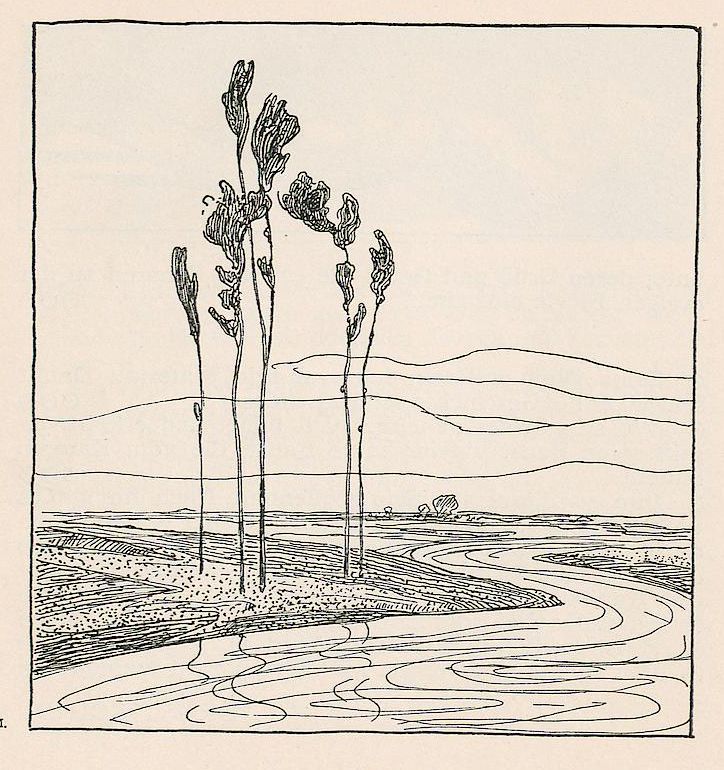